# Christophe Lemaitre

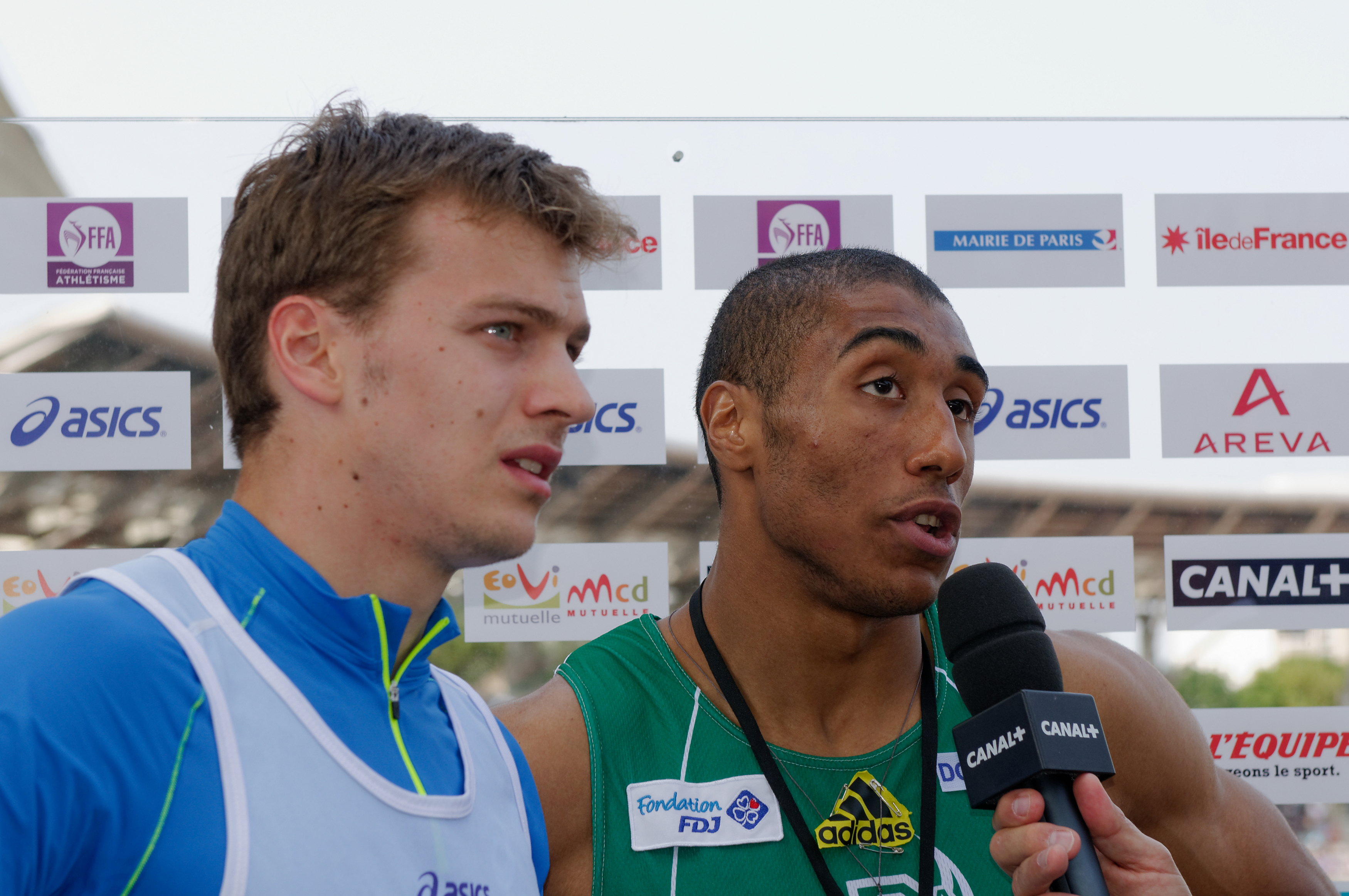
Christophe Lemaitre (links) bij de Franse kampioenschappen van 2013, op de 100 m voor het eerst in vier jaar geklopt door Jimmy Vicaut (rechts).

Christophe Lemaitre (Annecy, 11 juni 1990) is een Franse sprinter, die gespecialiseerd is in de 100 en 200 m. Hij werd Europees kampioen op de 100 m, 200 m en de 4 x 100 m estafette. Hij werd in juli 2010 de eerste blanke man ooit die de 100 m liep in minder dan tien seconden.

## Loopbaan

### Europees talent van het jaar
Lemaitre won de 200 m op de wereldkampioenschappen voor junioren van 2008 in Bydgoszcz in een tijd van 20,83 s; een jaar later werd hij in Novi Sad Europa jeugdkampioen op de 100 m met 10,04. Tijdens de toekenning van de European Athlete of the Year Trophy werd Lemaitre benoemd tot 'Europees talent van het jaar'.

### Drie Europese titels
Het Franse talent won op 29 juli 2010 de 100 m op de Europese kampioenschappen in Barcelona, in een tijd van 10,11, voor Mark Lewis-Francis en zijn landgenoot Martial Mbandjock. Eerder die maand liep hij op de Franse nationale kampioenschappen in Valence de 100 m in 9,98. Hiermee bleef hij als eerste blanke man onder de 10 seconden in een officiële wedstrijd. Naast de 100 m veroverde hij ook de Europese titel op de 200 m alsmede de 4 x 100 m estafette.

### Verschillende eretitels
Vanwege zijn drie Europese titels en omdat hij geschiedenis schreef door de 100 m als eerste blanke atleet binnen de 10 seconden te lopen, werd Christophe Lemaitre aan het eind van 2010 door de EAA uitgeroepen tot Europees atleet van het jaar. En de Franse sportkrant L'Équipe riep hem uit tot sportman van het jaar in Frankrijk.

### Sneller en sneller
In 2011 was Lemaitre op de Europese indoorkampioenschappen in Parijs zowel in de series als de halve finale de snelste van allemaal. In de finale moest hij het afleggen tegen de Portugese oud-Europese kampioen op de 100 en 200 m van 2006 Francis Obikwelu, die met zijn tijd van 6,53 een nationaal record vestigde op de 60 m en de uit zijn slof schietende Brit Dwain Chambers, die tot een beste seizoentijd van 6,54 kwam. Lemaitre stelde met zijn 6,58 als derde in eigen huis enigszins teleur.
Dat hij nog steeds vooruitgang boekte op de sprint, bewees hij op 7 juni in Montreuil, waar hij zijn eigen nationale record op de 100 m verbeterde tot 9,96. Een week later haalde hij hier tijdens de EK voor landenteams in Stockholm opnieuw een honderdste seconde vanaf, om ten slotte op 29 juli bij de Franse kampioenschappen in Albi op 9,92 uit te komen. Een dag later liep hij ook op de 200 m sneller dan ooit, maar nu hielp de wind hem te veel (+ 2,38 m/s), waardoor dit record niet kon worden erkend.
Het bleek uitstel van executie. Nadat Lemaitre op de wereldkampioenschappen in Daegu op de 100 m nog buiten het erepodium was gebleven (na de onverwachte diskwalificatie van Usain Bolt werd hij met zijn 10,19 afgetroefd door Yohan Blake – 9,92, Walter Dix – 10,08 en Kim Collins – 10,18), liep hij een kleine week later op de 200 m in het kielzog van de als vanouds ongenaakbare Usain Bolt (eerste in 19,40) en vlak achter Walter Dix (tweede in 19,70) naar de derde plaats in 19,80, waarmee de Fransman voor het eerst in zijn loopbaan onder de 20-secondengrens dook.

### Wederom internationaal succes
Lemaitre begon zijn eerste olympische seizoen met twee kampioenschappen alvorens bij de Olympische Spelen van Londen Frankrijk te vertegenwoordigen. Het eerste kampioenschap leverde hem de Franse titel op bij de 100 m, de 200 m en de 4 x 100 m. Vooral zijn 100 m stemde Lemaitre tevreden, die in de maanden voor het nationale kampioenschap wat naar zijn vorm zocht. Hij liep 9,94 s met een iets te sterke rugwind van 2,6 m/s. Twee weken later probeerde Christophe Lemaitre zijn Europese titels te verdedigen op de 100 m en de 4 x 100 m estafette. Bij de kortste sprintafstand lukte dat, door landgenoot Jimmy Vicaut drie honderdsten voor te blijven. Bij de estafette waren ze minder succesvol. In de finale eindigde Lemaitre samen met Ronald Pognon, Pierre-Alexis Pessonneaux en Emmanuel Biron achter het Nederlandse en het Duitse estafetteam in 38,46 s.
Op de Spelen in Londen bereikte Christophe Lemaitre de finale van de 200 m. Daarin werd hij zesde in 20,19. Op de 4 x 100 m estafette eindigde hij samen met Jimmy Vicaut, Pierre-Alexis Pessonneaux en Ronald Pognon in 38,16 net buiten het podium, dat werd bezet door de teams van de Jamaica (goud in 36,84), Verenigde Staten (zilver in 37,04) en Trinidad en Tobago (brons in 38,12.
Op de WK van 2013 in Moskou liep Lemaitre naar de zevende plaats tijdens de finale van de 100 m. Een dag later moest hij zich echter terugtrekken voor de 200 m en de 4 x 100 m estafette ten gevolge van een blessure aan de rechterknie, opgelopen tijdens de finale van de 100 m.

### Meevaller
Het jaar 2015 werd ingezet met een onverwachte meevaller: als gevolg van de geconstateerde overtreding van het dopingreglement door de Amerikaan Tyson Gay en de hieruit voortkomende schorsing plus diskwalificatie van al diens prestaties vanaf 15 juli 2012, had het IOC het Amerikaanse USOC in mei opgedragen om de zilveren medailles die de Amerikaanse ploeg met Tyson Gay in de gelederen tijdens de Spelen van Londen op de 4 x 100 m estafette had veroverd, terug te vorderen van de betreffende atleten. Dit betekende dat bronzenmedaillewinnaar Trinidad en Tobago opschoof naar de tweede plaats en alsnog die zilveren medailles uitgereikt zouden krijgen, terwijl de Franse ploeg hierdoor werd beloond met het brons.
Tijdens de WK in Peking strandde Lemaitre in de halve finales bij zowel de 100 m als de 200 m. Met het Franse estafetteteam eindigde hij vijfde.

### Tweede bronzen olympische plak
Lemaitre won op de Olympische Spelen 2016 brons op de 200 m, achter Usain Bolt en Andre De Grasse. In de finale bleef hij Churandy Martina en Adam Gemili een honderdste van een seconde voor. Zijn landgenoten en hij haalden de finale op de 4x100 m estafette niet. Op de 100 m strandde hij in de halve finales.

## Titels
- Europees kampioen 100 m - 2010, 2012
- Europees kampioen 200 m - 2010
- Europees kampioen 4 x 100 m - 2010
- Frans kampioen 100 m - 2010, 2011, 2012, 2014
- Frans kampioen 200 m - 2010, 2011, 2012, 2013, 2014, 2015
- Frans indoorkampioen 60 m - 2010, 2011, 2012, 2014, 2015
- Wereldjeugdkampioen 200 m - 2008
- Europees jeugdkampioen 100 m - 2009

## Persoonlijke records
Outdoor
| Afstand | Prestatie      | Datum            | Plaats |
| ------- | -------------- | ---------------- | ------ |
| 100 m   | 9,92 s (ex-NR) | 29 juli 2011     | Albi   |
| 200 m   | 19,80 s (NR)   | 3 september 2011 | Daegu  |

Indoor
| Afstand | Prestatie | Datum            | Plaats  |
| ------- | --------- | ---------------- | ------- |
| 50 m    | 5,71 s    | 5 maart 2010     | Liévin  |
| 60 m    | 6,55 s    | 13 februari 2010 | Aubière |
| 200 m   | 20,58 s   | 28 februari 2014 | Metz    |

## Palmares

### 60 m
- 2009:  Franse indoorkamp. - 6,71 s
- 2010:  Franse indoorkamp. - 6,56 s
- 2011:  Franse indoorkamp. - 6,58 s
- 2011:  EK indoor - 6,58 s (in ½ fin. 6,55 s)
- 2012:  Franse indoorkamp. - 6,59 s
- 2013:  Franse indoorkamp. - 6,69 s
- 2014:  Franse indoorkamp. - 6,63 s

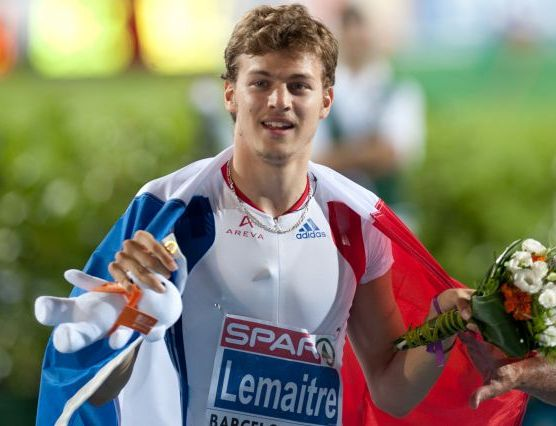
Lemaitre viert zijn Europese titel op de 100 m, Barcelona 2010

- 2015:  Franse indoorkamp. - 6,63 s

### 100 m
Kampioenschappen
- 2007: 4e WJK - 10,67 s
- 2008:  Franse kamp. - 10,26 s
- 2009:  EJK - 10,04 s
- 2010:  Franse kamp. - 9,98 s
- 2010:  EK - 10,11 s
- 2011:  Franse kamp. - 9,92 s
- 2011: 4e WK - 10,19 s (in ½ fin. 10,11 s)
- 2012:  Franse kamp. - 9,94 s
- 2012:  EK - 10,09 s
- 2013:  Franse kamp. - 10,19 s
- 2013: 7e WK - 10,06 s
- 2014:  Franse kamp. - 10,14 s
- 2014:  EK - 10,13 s
- 2014: 5e IAAF Continental Cup - 10,13 s
- 2015:  Franse kamp. - 10,07 s
- 2015: 6e in ½ fin. WK - 10,20 s
- 2016: 3e in ½ fin. OS - 10,07 s

Diamond League-podiumplekken
- 2010:  Golden Gala – 10,09 s
- 2011:  Golden Gala – 10,00 s
- 2011:  Athletissima – 9,95
- 2012:  Golden Gala – 10,04 s
- 2012:  Meeting Areva – 10,08 s

### 200 m
Kampioenschappen
- 2007: 5e WJK - 21,15 s
- 2008:  WJK - 20,83 s
- 2010:  Franse kamp. - 20,16 s
- 2010:  EK - 20,37 s
- 2011:  Franse kamp. - 20,08 s (+ RW)
- 2011:  WK - 19,80 s
- 2012:  Franse kamp. - 20,31 s
- 2012: 6e OS - 20,19 s (in ½ fin. 20,03 s)
- 2013:  Franse kamp. - 20,34 s
- 2014:  Franse kamp. - 20,53 s
- 2014:  EK - 20,15 s
- 2014: 4e IAAF Continental Cup - 20,28 s
- 2015:  Franse kamp. - 20,28 s
- 2015: 5e in ½ fin. WK - 20,34 s
- 2016:  OS - 20,12 s

Diamond League-podiumplekken
- 2011:  Meeting Areva – 20,21 s
- 2012:  London Grand Prix – 19,91 s
- 2012:  Memorial Van Damme – 20,17 s
- 2013:  Meeting Areva – 20,07 s
- 2014:  Golden Gala – 20,24 s
- 2014:  Athletissima – 20,11 s
- 2014:  Herculis – 20,08 s

### 4 x 100 m
- 2009:  EK team - 38,80 s
- 2009: 8e WK - 39,21 s
- 2010:  EK - 38,11 s
- 2011:  EK team - 38,71 s
- 2011:  WK - 38,20 s
- 2012:  EK - 38,47 s
- 2012:  OS - 38,16 s (na DQ Verenigde Staten)
- 2014:  IAAF Contental Cup - 38,62 s
- 2014: 5e IAAF World Relays - 38,81 s
- 2015:  EK team - 38,34 s
- 2015: 5e WK - 38,23 s
- 2016: 5e in ½ fin. OS - 38,35 s
- 2017: 5e WK - 38,48 s

### 4 x 200 m
- 2014:  IAAF World Relays - 1.20,66
- 2015:  IAAF World Relays - 1.21,49

## Onderscheidingen
- Europees talent van het jaar - 2009
- Europees atleet van het jaar - 2010
- Frans sportman van het jaar - 2010, 2011

- Bibliothèque nationale de France: cb167002629 (data)
- World Athletics: 14186000
- International Standard Name Identifier: 0000 0004 1732 9208
- Système universitaire de documentation: 177819278
- Virtual International Authority File: 305117080